# Први диверзантски батаљон НОВ и ПО Хрватске
Први диверзантски батаљон НОВ и ПО Хрватске формиран је половином маја 1943. у Звечеву од Псуњске, Мославачке и Диљске диверзантске чете и Билогорског и Крндијског диверзантског вода. Имао је 132 борца и руководиоца. За команданта батаљона именован је Бора Миличевић, а за политичког комесара Стево Стојаковић. Заменик команданта био је Милан Болић, а заменик политичког комесара Антун Пристојковић Часо.
Формирање батаљона представљало је нову фазу у организацији диверзантских дејстава. У претходном периоду, диверзантским акцијама бавиле су се неспецијализоване јединице (одреди, чете и батаљони), или специјализоване диверзантске групе у њиховом саставу. На територији Хрватске формирана су три диверзантска батаљона (Први, Други и Трећи). Они су се налазили под командом Диверзантске секције Главног штаба НОВ и ПО Хрватске и штабова корпуса и оперативних зона на чијој територији су били базирани и извршавали задатке. Формирањем 1. славонског корпуса (односно Шестог корпуса НОВЈ) 17. маја 1943, Први диверзантски батаљон је, у погледу извођења акција и садејства, потпадао под његову команду и Диверзатску секцију Главног штаба НОВ и ПО Хрватске.
Батаљон се састоја од пет чета, које су имале задатак да дејствују на следећим подручјима:
- 1. чета, са базом у селу Бобарама, на главној прузи Банова Јаруга-Капела Батрина, крак Новска-Јасеновац и Банова Јаруга-Дарувар;
- 2. чета, са базом у селу Харкановци, на главној прузи Капела Батрина-Винковци и споредној Винковци-Осијек;
- 3. чета, са базом у Хум-Варошу, на прузи Вировитица-Осијек (на релацији Сухопоље-Осијек), Дарувар-Пчелић и Нашице-Доњи Михољац;
- 4. чета, са базом у Гакову (Било-гора), на прузи Сухопоље-Вировитица-Копривница, крак Копривница-Крижевци и Клоштар Подравски-Бјеловар;
- 5. чета, са базом у Бршљаници (Мославина), на главној прузи Загреб-Банова Јаруга[1]. Пета диверзантска чета (Мославачка) била је у саставу Првог диверзантског батаљона до 10. новембра 1943, када прелази у састав 2. оперативне зоне Главног штаба НОВ и ПО Хрватске за формирање Трећег диверзантског батаљона.

10. августа 1944. батаљон је био организован у четири чете и имао је 139 бораца и руководилаца. Распоред и додељене зоне дејстава биле су следеће:
- 1. чета на главној прузи Загреб-Београд на одсеку Кутина-Батрина и споредном краку Банова Јаруга-Пакрац;
- 2. чета на главној прузи Загреб-Београд на одсеку Батрина-Винковци и споредном краку Батрина-Плетерница;
- 3. чета на одсеку пруга Ђаково-Осијек, Ђаково-Стриживојна-Врпоље и Винковци-Осијек-Доњи Михољац;
- 4. чета на одсеку пруга Вировитица-Барч и Бјеловар-Грубишно Поље.

У септембру 1944. батаљон је прерастао у Први диверзантски одред НОВ и ПО Хрватске.